# حازم محامید
حازم محامید (عربی: حازم محيميد؛ زادهٔ ۱۶ اکتبر ۱۹۸۷) بازیکن فوتبال اهل سوریه است.
از باشگاه‌هایی که در آن بازی کرده‌است می‌توان به باشگاه ورزشی الشرطه (سوریه) و باشگاه ورزشی الوثبه اشاره کرد.
وی همچنین در تیم ملی فوتبال سوریه بازی کرده‌است.